# Regió de Valparaíso
La regió de Valparaíso (en espanyol V Región de Valparaíso) és la cinquena de les 16 regions en què està dividit el territori xilè. Composta per set províncies, la seva capital és la ciutat de Valparaíso, seu del Congrés Nacional.
La regió de Valparaíso limita a l'oest amb l'oceà Pacífic, a l'est amb la República Argentina, al nord amb la regió de Coquimbo, al sud-est amb la regió metropolitana de Santiago i al sud-oest amb la regió del Libertador General Bernardo O'Higgins.
A aquesta regió pertanyen administrativament l'illa de Pasqua, l'arxipèlag Juan Fernández i les illes Desventurades.
La regió de Valparaíso es divideix en 7 províncies:
- Illa de Pasqua
- Los Andes
- Petorca
- Quillota
- San Antonio
- San Felipe de Aconcagua
- Valparaíso

## Referenciés
1. 1 2 3 4  desarrollo. «Biblioteca del Congreso Nacional | SIIT | Región de Valparaíso» (en anglès). [Consulta: 14 desembre 2024].
2. ↑  «Información sobre la Región de Valparaíso» (en castellà), 24-06-2022. [Consulta: 14 desembre 2024].